# Laniakea

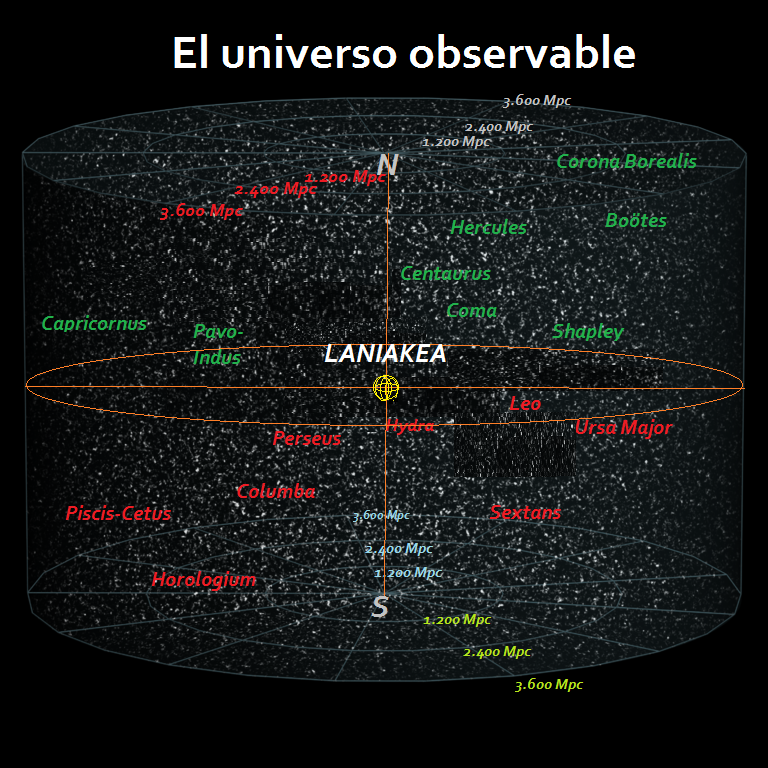

Laniakea (paradisul incomensurabil în hawaiiană) sau Super-roiul Local este un super-roi de galaxii unde se găsește Calea Lactee și aproximativ 100.000 de alte galaxii din apropiere. A fost definit în septembrie 2014, când un grup de astronomi, printre care R. Brent Tully, de la Universitatea din Hawaii, Hélène Courtois de la Universitatea din Lyon, Yehuda Hoffman, de la Universitatea ebraică din Ierusalim și Daniel Pomarède, de la CEA Université Paris-Saclay, au publicat un nou mod de a defini super-roiurile în funcție de viteza relativă a galaxiilor. Noua tehnică a permis astronomilor să delimiteze clar, pentru prima dată, zonele în care se termină un super-roi galactic și unde începe o altă structură asemănatoare.
Studiile sugerează că Super-roiul local nu este legat gravitațional; el se va dispersa și nu va continua să se mențină ca o supra-densitate în raport cu zonele înconjurătoare.

## Nume
Denumirea alternativă laniakea înseamnă „paradis incomensurabil” în hawaiiană, de la lani, care înseamnă „paradis” și ākea, care înseamnă „spațios, incomensurabil”. Numele a fost sugerat de Nawa'a Napoleon, profesor asociat de limba hawaiană la Colegiul Comunitar Kapiolani. Numele a fost dat în onoarea navigatorilor polinezieni, care au folosit cunoștințele despre ceruri pentru a naviga în Oceanul Pacific.

## Caracteristici
Super-roiul Local cuprinde aproximativ 100.000 de galaxii întinse pe 160 de megaparseci (520 de milioane de ani-lumină). Are o masă de aproximativ 1017 mase solare, sau de o sută de mii de ori mai mare decât cea a galaxiei noastre, fiind aproape aceeași cu cea a Super-roiului Orologiului. Este alcătuit din patru sub-părți, care anterior erau cunoscute sub denumirea de super-roiuri separate:
- Super-roiul Fecioara, partea în care se află Calea Lactee.
- Super-roiul Hydra-Centaurul
  - Marele Magnet, punctul central gravitațional a lui Laniakea
  - Super-roiul Hydra-Centaurul
- Super-roiul Păunul-Indianul
- Super-roiul sudic, care include Roiul Cuptorul (S373), Roiul Dorado și Roiul Eridanus

Cele mai masive grupări de galaxii ale Super-roiului Local sunt: Fecioara, Hydra, Centaurul, Abell 3565, Abell 3574, Abell 3521, Cuptorul, Eridanus și Norma. Întregul super-roi este format din aproximativ 300 până la 500 de grupuri și roiuri de galaxii cunoscute. Numărul real poate fi mult mai mare, deoarece unele dintre acestea traversează Zona de Evitare, ceea ce le face în esență nedetectabile.
Super-roiurile sunt unele dintre cele mai mari structuri ale universului și au granițe greu de definit, în special din interior. Echipa a folosit telescoape radio pentru a cartografia mișcările unei mari colecții de galaxii locale. În cadrul unui super-roi dat, cele mai multe mișcări ale galaxiei vor fi direcționate spre interior, spre centrul masei. În cazul Laniakea, acest punct focal gravitațional este numit Marele Magnet și influențează mișcările Grupului Local de galaxii, unde se află galaxia Calea Lactee, precum și toate celelalte din întregul super-roi. Spre deosebire de roiurile sale constitutive, Laniakea nu este legată gravitațional și se estimează că va fi sfâșiată de energia întunecată.
Astronomul sud-african, Tony Fairall, a declarat în 1988 că deplasările spre roșu sugerează conectarea Super-roiurilor Fecioarei și Hydra-Centaurul.

## Localizare
Super-roiurile învecinate cu Super-roiul Local sunt: Super-roiul Shapley, Super-roiul Hercule, Super-roiul Părul și Super-roiul Perseu-Peștii; toate fac parte din compoziția Complexului Super-roi Pești-Balena. Limitele super-roiurilor și Laniakea nu erau cunoscute în mod clar la momentul definirii Laniakea.